# SG 99 Andernach
Die Sportgemeinschaft Andernach 99 e. V. ist ein deutscher Fußballverein aus Andernach in Rheinland-Pfalz. Der Verein entstand am 15. April 1999 durch eine Fusion der Fußballvereine BSV 1910 Andernach, Spvgg Andernach 1910 sowie der Fußballabteilung der DJK Andernach. Die erste Frauenmannschaft stieg 2019 in die 2. Bundesliga auf. Die erste Männermannschaft stieg 2015 in die Rheinlandliga auf.

## Die Stammvereine

### Spvgg Andernach

Logo der SpVgg Andernach 1910

Die Spvgg Andernach entstand am 13. September 1922 aus der Fusion des SSV Andernach und des FC Rhenania Andernach, die beide 1910 gegründet wurden. Zuvor hatten sich bereits der 1906 gegründete erster Andernach Fußballverein Preußen Andernach und der 1909 gegründete Gymnasial FK Andernach dem SSV angeschlossen. Am 11. Dezember 1938 fusionierte die Spvgg Andernach dem 1867 gegründeten Turner-Bundes Andernach zur Sportvereinigung 1867 Andernach. Nach dem Krieg wurde der Verein zunächst als SC 1945 Andernach neu gegründet, ehe der Verein im Jahre 1948 wieder die Bezeichnung Spvgg 1867 Andernach annahm. Im Jahre 1950 spaltete sich der Verein in die Spvgg Andernach und den Turner-Bund Andernach auf. Die Fußballabteilung bildete ab 1992 mit den Fußballern der Vereine BSV Andernach und DJK Andernach die Spielgemeinschaft SG Andernach. Hieraus wurde dann am 15. April 1999 der reine Fußballverein SG 99 Andernach.
In der Saison 1936/37 sowie von 1939 bis 1943 spielte die Mannschaft in der erstklassigen Gauliga. Nach dem Ende des Zweiten Weltkrieges spielten die Andernacher von 1947 bis 1951 und von 1955 bis 1957 in der erstklassigen Oberliga Südwest. In der Saison 1971/71 spielte die Spvgg in der zweitklassigen Regionalliga Südwest. Die Spvgg Andernach gewann zweimal den Rheinlandpokal und nahm zweimal am DFB-Pokal teil.

### BSV Andernach
Der Ballspielverein 1910 Andernach wurde 1910 gegründet, schaffte es aber nie in einer der oberen Fußballligen zu spielen. Am 29. November 1998 beschloss die Mitgliederversammlung des BSV, die Fußballabteilung aufzulösen und am Gründungstag der SG 99 Andernach beim Fußballverband Rheinland abzumelden.

### DJK Andernach
Im November 1909 wurde im Katholischen Gesellenverein Andernach gemeinsam mit dem Katholischen Lehrlingsverein eine Turnriege mit den Sportangeboten Leichtathletik, Turnen, Fußball, Schlagball und Faustball gegründet. Im Jahre 1920 schloss man sich dem neugegründeten Sportverband der Deutsche Jugendkraft an und konstituierte sich als Sportgemeinschaft DJK Kolpingia Andernach. In der Zeit der nationalsozialistischen Gewaltherrschaft in den 1930er Jahren und auch noch in der Besatzungszeit bis 1952 war dem Verein die Sportausübung versagt. 1971 wurde mit dem Konsul Walter Tauffenbach ein Werbevertrag abgeschlossen und der Verein nannte sich in der Zeit SG DJK boullo Andernach. 
Bei den deutschen Leichtathletik-Meisterschaften 1971 wurde Inge Helten Dritte im 200-Meter-Lauf. Die 4-mal-100-Meter-Staffel der Frauen belegte gleichzeitig ebenfalls Platz drei. Am 22. Dezember 1998 beschloss die Mitgliederversammlung des DJK, die Fußballabteilung aufzulösen und abzumelden. Heute bietet der DJK die Sportarten Leichtathletik, Tennis, Volleyball, Triathlon, Basketball, Rugby, RC-Cars und Altherren-Fußball.

### Fusion
Die drei Vereine hatten bereits im Jahre 1992 eine Spielgemeinschaft gegründet mit dem Ziel, den Andernacher Fußballsport voranzubringen. Da Spielgemeinschaften nur bis zur Verbandsliga zugelassen sind, vereinbarten die Vorstände der drei Vereine, die Fußballabteilungen der drei Vereine zu einem neu zu gründenden Sportverein zusammenschließen, um damit die Voraussetzungen für einen Aufstieg in die nächsthöhere Liga zu ermöglichen.

## SG 99 Andernach

### Frauenfußball
Die im Jahr 2007 gegründete und in großen Teilen vom BSV Weißenthurm übernommene Frauenmannschaft schaffte 2008 den Aufstieg in die Rheinlandliga und 2014 ungeschlagen den in die Regionalliga Südwest. Ebenfalls im Jahre 2014 erreichten die „Bäckermädchen“ das Endspiel um den Rheinlandpokal, dass mit 0:1 nach Verlängerung gegen den 1. FFC Montabaur verloren wurde. Da Montabaur in die 2. Bundesliga aufstieg qualifizierten sich die Andernacherinnen für den DFB-Pokal und besiegten in der ersten Runde den Zweitligisten SV 67 Weinberg mit 3:1 nach Verlängerung. In Runde zwei kam das Aus nach einer 1:15-Niederlage gegen den 1. FFC Frankfurt. In der Regionalligasaison 2014/15 wurden die Andernacherinnen auf Anhieb Vizemeister hinter dem TSV Schott Mainz. Ein Jahr später folgte eine weitere Vizemeisterschaft, dieses Mal hinter dem 1. FFC 08 Niederkirchen, bevor 2017 dann der Aufstieg in die 2. Bundesliga gelang. Nach nur einem Jahr stiegen die Andernacherinnen wieder ab.
In der folgenden Regionalligasaison 2018/19 wurden die „Bäckermädchen“ erneut Meister. In den Aufstiegsspielen zur 2. Bundesliga setzte sich die Mannschaft mit 1:1 und 2:0 gegen den 1. FC Union Berlin durch und stieg auf. Dieses Mal konnte sich die Mannschaft etablieren und erreichten in der Saison 2021/22 den vierten Platz. Zuvor erreichten die „Bäckermädchen“ im DFB-Pokal 2020/21 das Viertelfinale, wo die Mannschaft Eintracht Frankfurt mit 1:7 unterlag. Während der folgenden Saison 2022/23 lagen die Andernacherinnen während der Rückrunde zeitweilig auf Rang zwei, verzichteten aber aus infrastrukturellen Gründen auf einen möglichen Aufstieg in die Bundesliga.
| Saison  | Höhe | Liga                 | Platz | S  | U  | N  | Tore  | Punkte |
| ------- | ---- | -------------------- | ----- | -- | -- | -- | ----- | ------ |
| 2014/15 | III  | Regionalliga Südwest | 02.   | 15 | 03 | 04 | 54:26 | 48     |
| 2015/16 | III  | Regionalliga Südwest | 02.   | 16 | 03 | 03 | 76:21 | 51     |
| 2016/17 | III  | Regionalliga Südwest | 01.   | 18 | 04 | 0  | 79:13 | 58     |
| 2017/18 | II   | 2. Bundesliga        | 11.   | 04 | 02 | 16 | 29:52 | 14     |
| 2018/19 | III  | Regionalliga Südwest | 01.   | 21 | 03 | 02 | 89:23 | 66     |
| 2019/20 | II   | 2. Bundesliga (1)    | 11.   | 05 | 01 | 10 | 27:40 | 16     |
| 2020/21 | II   | 2. Bundesliga (Süd)  | 03.   | 09 | 0  | 07 | 34:27 | 27     |
| 2021/22 | II   | 2. Bundesliga        | 04.   | 14 | 05 | 07 | 54:33 | 47     |
| 2022/23 | II   | 2. Bundesliga        | 05.   | 09 | 11 | 06 | 62:39 | 42     |
| 2023/24 | II   | 2. Bundesliga        | 05.   | 13 | 07 | 06 | 42:32 | 46     |
| 2024/25 | II   | 2. Bundesliga        | 11.   | 07 | 03 | 16 | 23:54 | 24     |

### Herrenfußball
In der Saison 2000/2001 stieg die SG 99 Andernach aus der Verbandsliga Rheinland in die Landesliga Rheinland ab. Die Landesliga Rheinland wurde nach der Saison 2002/03 aufgelöst. Fortan spielte die SG 99 überwiegend in der Bezirksliga Mitte, welche nach Einführung der 3. Fußball-Liga zur Saison 2008/09 nur noch die siebthöchste Spielklasse darstellte. Zweimal stieg man sogar in die Kreisliga A ab, konnte aber in der jeweils folgenden Saison den Wiederaufstieg schaffen. In der Saison 2012/13 und 2013/14 hat man als Tabellenzweiter den Aufstieg in die Rheinlandliga knapp verpasst. In der Saison 2014/15 gelang nach einem Entscheidungsspiel gegen den punktgleichen Verein Germania Metternich schließlich der Aufstieg in die Rheinlandliga.

### Jugendfußball
Mit den A-, B- und D-Junioren spielen seit 2011/12 drei Juniorenteams in der höchsten Verbandsklasse. Die A-Junioren nahmen am DFB-Pokal der Junioren 2018/19 teil, verloren aber in der ersten Runde mit 0:8 gegen RB Leipzig.

## Persönlichkeiten
- Tobias Bauer
- Melanie Eminger
- Jan Hawel
- Antonia Hornberg
- Khaled Narey
- Tobias Nickenig
- Sarah Schröder
- Jana Sebastian
- Oliver Stang
- Lisa Umbach
- Jasmin Umlauf
- Maren Weingarz
- André Weis
- Vanessa Zilligen